# Darlington, Wisconsin
Darlington är administrativ huvudort i Lafayette County i Wisconsin i USA. Vid 2010 års folkräkning hade Darlington 2 451 invånare.